# Elisabeth Zaisser
Elisabeth Zaisser, née Elisabeth Auguste le 16 novembre 1898 à Düsseldorf et décédée le 15 décembre 1987 à Berlin est une universitaire et femme politique est-allemande. Elle est ministre de l'Éducation de 1952 à 1954.

## Biographie

### Enfance et études
Elisabeth Zaisser étudie dans une école catholique de 1905 à 1908 puis dans une École Supérieure de filles jusqu'en 1915 et enfin dans un établissement d'études secondaires jusqu'en 1919. Elle devient enseignante et commence à travailler à Essen. 

### Enseignante et premiers engagements politiques
Elle quitte son travail en 1922 et devient femme au foyer, jusqu'en 1932. En 1926, elle rejoint le Parti communiste d'Allemagne en 1928 et déménage avec son mari, Wilhelm Zaisser à Moukden, en Chine. Après son retour, elle travaille de 1930 à 1932 pour le Parti communiste, dans le sous-district de Berlin-Köpenick. 

#### Carrière en URSS
De 1932 à 1933, elle est professeure à l'École Karl-Liebknecht de Moscou et suite en parallèle des cours par correspondance à l'université communiste occidentale de Moscou, jusqu'en 1935. De 1934 à 1946, elle travaille comme chargée de cours en langue allemande, à l'Institut pédagogique d'État de Moscou. En outre, elle est chargée de cours en langue allemande à l'Institut du Professeur-Rouge de 1934 à 1937. En 1938, elle est chef du département de philologie allemande à l'Institut pédagogique des langues étrangères de Gorki, de 1939 à 1941 chef du département de la langue allemande au cours de traduction, au comité central du PCUS et entre 1941 et 1942 puis 1944 et 1947, directrice du cours de troisième cycle à l'Institut militaire des langues étrangères de l'Armée rouge. Elle est également l'auteur de manuels scolaires pour la langue allemande et la grammaire.

### Carrière universitaire en Allemagne et politique
Après son retour en Allemagne, en 1948, elle rejoint le SED et est chargée de cours à la faculté des travailleurs et des paysans (Arbeiter-und-Bauern-Fakultät) et maître de conférences en littérature soviétique à l'université Martin-Luther de Halle-Wittenberg. En 1949, elle est nommée professeure de pédagogie soviétique et de méthodologie de l'enseignement du russe à l'École polytechnique de Dresde.
En 1950, elle devient directrice de l'Institut allemand de Pédagogie, à Berlin. Elle est secrétaire d'État à l'Éducation puis ministre de plein exercice en 1952, à la place de Paul Wandel. De 1950 à 1954, elle est députée à la Chambre du peuple (le Volkskammer, le Parlement de la RDA). Elle démissionne de son poste de ministre à cause de l'affaire Zaisser-Herrnstadt (liée à son époux) puis devient rédactrice pour la plus grosse maison d'édition de fiction du pays, Verlag Volk und Welt avant de devenir traductrice à son propre compte.

## Distinction
Elisabeth Zaisser est décorée en 1983 de l'ordre du Mérite patriotique (Vaterländischer Verdienstorden), section « Or ».

## Sources
- (de) Cet article est partiellement ou en totalité issu de l’article de Wikipédia en allemand intitulé « Elisabeth Zaisser » (voir la liste des auteurs).